# Sên Mônoŭrôm
Sên Mônoŭrôm (khm. ក្រុងសែនមនោរម្យ) – miasto we wschodniej Kambodży, siedziba administracyjna prowincji Môndôl Kiri. Liczy ok. 7,5 tys. mieszkańców i jest jedyną większą miejscowością w okolicy. Sên Mônoŭrôm staje się jednak coraz popularniejszym celem dla turystów, a także miejscem do osiedlania się. W większości zamieszkuje je lokalny lud Pnong.